# Европейски път Е67
Европейски път E67, известен също и като „Виа Балтика“ в частта между Варшава и Талин (дължина 670 km), е магистрала, простираща се от Прага до Хелзинки с маршрут през Полша, Литва, Латвия и Естония. Е67 е част от Европейската пътна мрежа. Общата дължина на Е67 е 963 km. Крайният северен участък между Талин и Хелзинки се обслужва от ферибот.
Един от значимите фактори за връзките между балтийските държави и двигател за икономиките им.